# Enter the Grave
Enter the Grave es el primer álbum de estudio de la banda de thrash metal Evile, fue lanzado a la venta el 27 de agosto de 2007 en Europa y el 25 de septiembre en Norteamérica y Japón. El álbum recibió buenas críticas en el Reino Unido alcanzando el N.º 33 en las listas de UK Rock Chart.
Las letras del álbum fueron inspiradas por temas de películas, así como de asesinos en serie y quema de brujas.
| N.º | Título                       | Duración |  |
| 1.  | «"Enter the Grave"»          | 4:31     |  |
| 2.  | «"Thrasher"»                 | 3:08     |  |
| 3.  | «"First Blood"»              | 4:18     |  |
| 4.  | «"Man Against Machine"»      | 6:22     |  |
| 5.  | «"Burned Alive"»             | 5:52     |  |
| 6.  | «"Killer From the Deep"»     | 4:41     |  |
| 7.  | «"We, Who are About to Die"» | 7:40     |  |
| 8.  | «"Schizophrenia"»            | 4:17     |  |
| 9.  | «"Bathe in Blood"»           | 6:22     |  |
| 10. | «"Armoured Assault"»         | 5:39     |  |

| Redux Bonus Tracks |                                      |          |  |
| N.º                | Título                               | Duración |  |
| 11.                | «Darkness Shall Bring Death (Demo)*» | 3:26     |  |
| 12.                | «Sacrificial (Demo)*»                | 3:49     |  |
| 13.                | «Enter the Grave (Hell Demo)*»       | 4:20     |  |

[*] Redux bonus track